# Darnell Hall
Darnell Hall (* 26. září 1971 Detroit) je bývalý americký atlet, sprinter, halový mistr světa v běhu na 400 metrů.
V 21 letech startoval na olympiádě v Barceloně jako člen čtvrtkařské štafety USA, která zvítězila. O čtyři roky později se v katalánské metropoli stal halovým mistrem světa v běhu na 400 metrů (v této sezóně vytvořil svůj osobní rekord na 400 metrů časem 44,34 s. Třetí zlatou medaili získal na světovém halovém šampionátu ze štafety na 4 × 400 metrů v roce 1993.